# Anémone de printemps
Pulsatilla vernalis
Espèce
Classification phylogénétique
Statut de conservation UICN

 LC  : Préoccupation mineure
L'anémone de printemps ou pulsatille de printemps (Pulsatilla vernalis) est une espèce de plantes herbacées vivaces de la famille des Renonculacées.
Synonyme
- Anemone vernalis

Elle pousse dans les prairies d'altitude et les pelouses rocailleuses.
Elle mesure de 5 à 15 centimètres. Les fleurs sont blanches à l'intérieur et mauves à l'extérieur et ont un diamètre de 3 à 4 centimètres. Elles sont couvertes de longs poils qui les protègent des températures extrêmes du printemps : elles apparaissent dès la fonte des neiges et la floraison a lieu entre avril et juillet.
En France on la trouve sur des prairies ou des rocailles à des altitudes comprises entre 1 300 m et 3 600 m dans les Alpes, les Pyrénées, et très ponctuellement dans les Vosges et le Massif central (plomb du Cantal, mont Lozère, mont Mézenc).
Cette espèce est protégée dans les régions Lorraine et Auvergne (Article 1).
C'est une plante toxique.

## Galerie

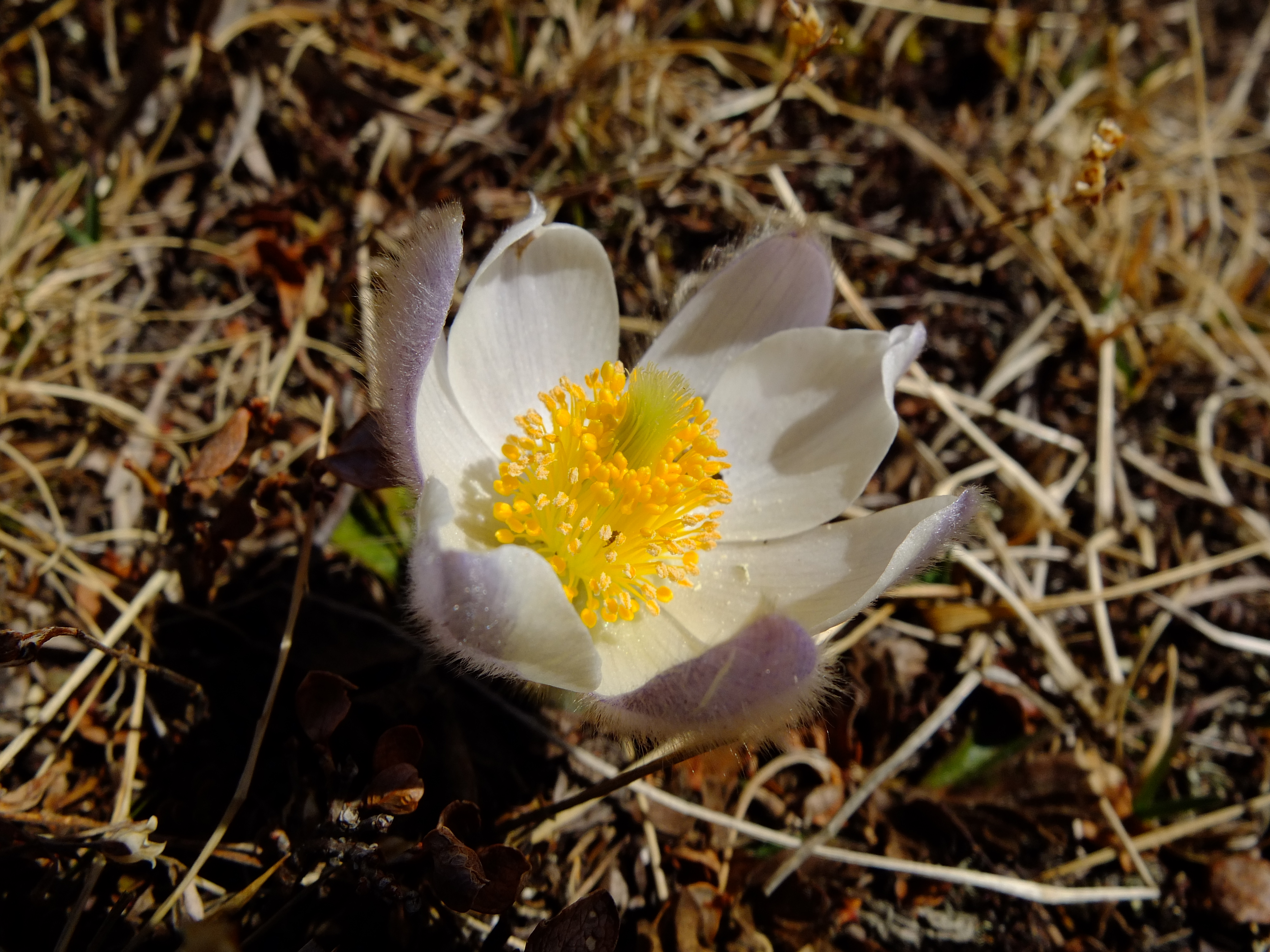
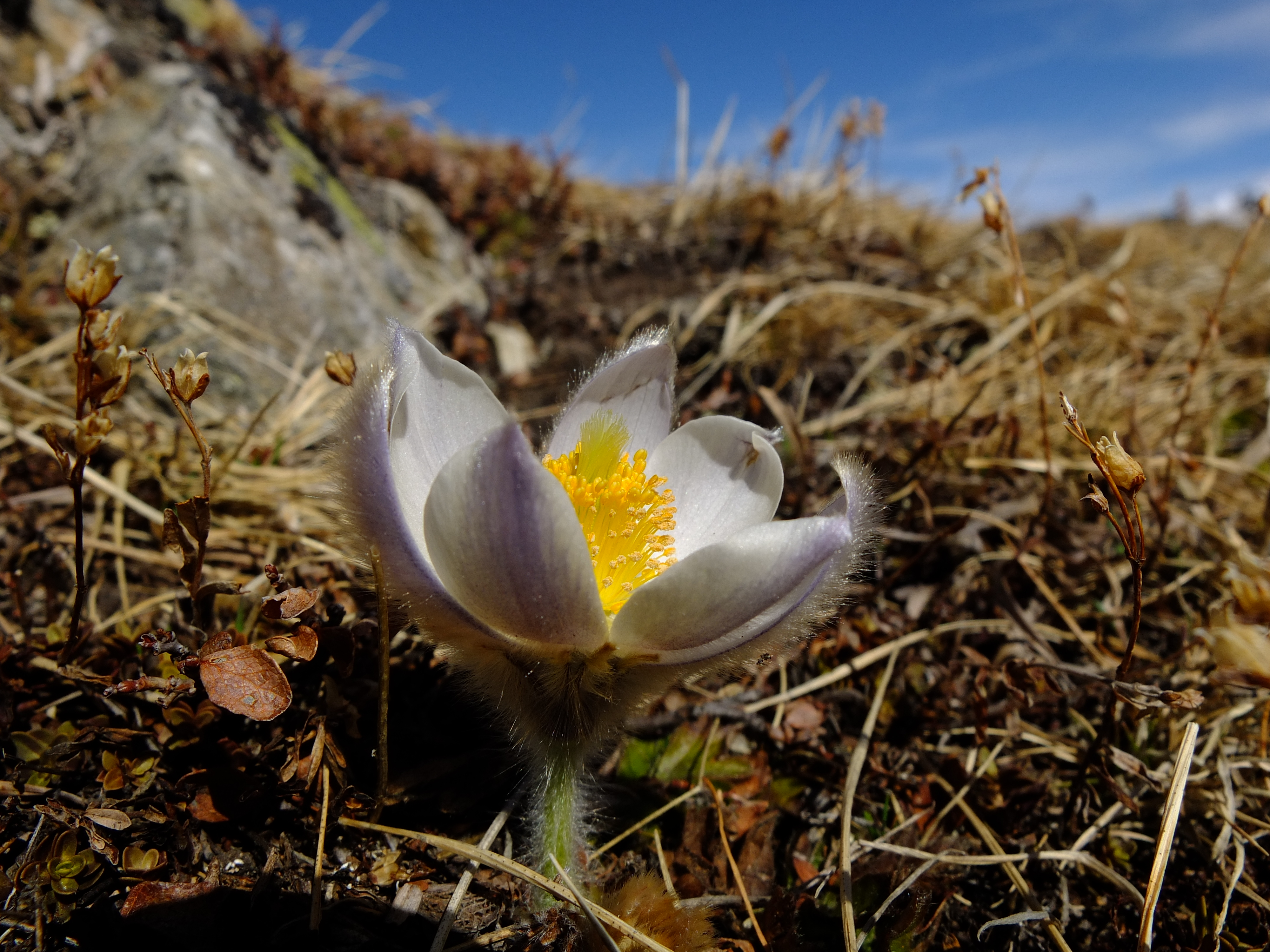